# Tymmophorus
Tymmophorus is een geslacht van insecten uit de orde vliesvleugeligen (Hymenoptera) en de familie Ichneumonidae.

## Soorten
- T. erythrozonus (Forster, 1850)
- T. fasciventris Dasch, 1964
- T. gelidus Dasch, 1964
- T. gillettii (Davis, 1895)
- T. karafutensis (Uchida, 1957)
- T. obscuripes (Holmgren, 1858)
- T. suspiciosus (Brischke, 1871)
- T. thunbergi Dasch, 1964
- T. tricolor (Szepligeti, 1898)